# Lee Young
Leonidas Raymond „Lee“ Young (* 7. März 1914 in New Orleans; † 31. Juli 2008 in Los Angeles) war ein US-amerikanischer Jazzschlagzeuger und Musikproduzent.
Young spielte zunächst in der Minstrel Shows begleitenden Carnival Band seines Vaters, wo er erst als Posaunist, dann als Schlagzeuger tätig war, und ging dann mit der Young Family auf Vaudeville-Tournee. Dann spielte er bei Mutt Carey, Buck Clayton (1935–36), Fats Waller und Les Hite. Anfang der 1940er Jahre war er in der Band von Lionel Hampton beschäftigt.  1941 leitete er mit seinem Bruder, dem Saxophonisten Lester Young, ein Sextett in Billy Bergs Capri-Club, das auch mit Billie Holiday aufnahm.  Anschließend war er lange Jahre der einzige festangestellte afroamerikanische Musiker in den großen Hollywood-Studios. Er trat außerdem 1944 und 1946 bei Jazz at the Philharmonic auf und spielte auch mit Duke Ellington, Benny Goodman, Oscar Peterson, Count Basie, Bunk Johnson, Charlie Mingus, Dinah Washington, Ivie Anderson oder Ethel Waters. Zwischen 1953 und 1962 wurde er Schlagzeuger und musikalischer Leiter des Trios von Nat King Cole. Später produzierte er Platten zunächst für eine eigene Schallplattenfirma, dann für Labels wie Vee-Jay (1964–65), Motown und ABC/Dunhill Records. Er gilt auch als der Entdecker von Steely Dan.
Young starb im Alter von 94 Jahren in seinem Haus in Los Angeles.

## Diskographische Hinweise
- Bird and Pres - The '46 Concerts Jazz at the Philharmonic (Verve)

## Lexigraphische Einträge
- Carlo Bohländer, Karl Heinz Holler, Christian Pfarr: Reclams Jazzführer. 5., durchgesehene und ergänzte Auflage. Reclam, Stuttgart 2000, ISBN 3-15-010464-5.
- Ian Carr, Digby Fairweather, Brian Priestley: Rough Guide Jazz. Der ultimative Führer zur Jazzmusik. 1700 Künstler und Bands von den Anfängen bis heute. Metzler, Stuttgart/Weimar 1999, ISBN 3-476-01584-X.